# College for Creative Studies
Il College for Creative Studies è una scuola d'arte statunitense che ha sede nella città di Detroit. La scuola si occupa di attività formative rivolte anche agli infanti, attraverso il suo programma Community Arts Partnerships, e la sua fondazione Henry Ford Academy: School for Creative Studies.
Il college è autorizzato dal Dipartimento dell'Istruzione del Michigan a concedere diplomi di laurea e master, e dalla National Association of Schools of Art and Design e dalla Higher Learning Commission.
Il college offre diplomi di Bachelor of Fine Arts in 13 materie, e il Master of Fine Arts (MFA).
La mascotte ufficiale è un pavone di nome Watson, spesso urlante (Watson, the Screaming Peacock).

## Persone legate all'Accademia di Detroit
- Harry Bertoia
- Doug Chiang
- Wendy Froud
- Ralph Gilles
- Mary Lynn Rajskub
- Kevin Siembieda